# Abbaye de Maizières
L’abbaye de Maizières est un ancien monastère de cisterciens, troisième fille de La Ferté, fondé à partir de 1125 sur la commune de Saint-Loup-Géanges au lieu-dit Saint-Loup-de-la-Salle, dans le diocèse de Chalon-sur-Saône.

## Histoire

### La fondation

Abbayes cisterciennes en Bourgogne.

Au XIIe siècle à l’ouest de la paroisse de Sanctus Lupus (Saint-Loup) est établie une nouvelle abbaye, troisième fille de celle de La Ferté sur Grosne, elle-même première fille de Cîteaux, l'abbaye de la Ferté ayant déjà créé deux filles en Italie à Tiglieto en Ligurie (1122) et à Lucedio dans le Piémont (1124). Trois autres filles de Cîteaux sont créés après la Ferté : Pontigny en 1114, Clairvaux et Morimond en 1115.
La charte de fondation date de 1132 et l’abbaye reçoit, outre les terres du Verglat et de Maizières, des terres à Corcelotte et à Pommard. D’abord établis in territoria  Scoteria  ils édifièrent une chapelle en bois aujourd'hui Les Gouttières, les moines s’installèrent probablement au milieu du XIIe siècle, à Maizières , domaine irrigué par la Dheune, afin d'avoir l'eau en abondance et assurer le développement de leur abbaye.
L'abbaye de Maizières est fondée sur les ruines d'un ermitage, d'où son nom de Macerioe (masures) ou maiserioe in territorio Scoteriense, par l'un des nombreux donateurs de l'Abbaye de La Ferté, Foulques de Réon (apparenté aux Montaigu, Réon ou Rion qui est aujourd'hui un hameau à la sortie du village de Demigny) à l'origine du don du domaine de Lescotière. La charte de la fondation confiée à Dom Barthélemy, abbé de la Ferté, est rédigée  en présence de Gautier, évêque de Chalon, Jocerand de Langres, Pierre Ier archevêque de Tarentaise, Robert de Marnay, Raymond Gumber et Hugo Rufus de Saint-Romain. La grande Église de l'abbaye fut consacrée le 12 octobre 1236. Elle possédait 15 chapelles, principalement dans le chœur ; celui-ci comprenait 80 chaires. D’après l’abbé Courtépée au XVIIIe siècle, « sa nef était un peu étroite mais le chœur entouré d'un déambulatoire était fort beau », elle était comparable à celle de l'église de Semur-en-Auxois. La flèche du clocher, couverte d'ardoises, avait 38 m de haut de la lanterne à la croix. Son abside très importante se rapprochait des bâtiments du monastère. Un large déambulatoire constitué par une galerie en forme de fer à cheval devait circonscrire le chœur, d'un croisillon à l'autre, dans le prolongement des collatéraux . On y voyait à l'intérieur les mausolées de deux évêques de Chalon : Alexandre de Montaigu, (statue au musée de Chalon) et Olivier de Martreuil; certains bienfaiteurs y avaient leur sépulture : Hugues III duc de Bourgogne ; Guy de Vergy ayant fait une donation a l'abbaye en 1154 ; Hugues de Palleau, Guy de Verdun, Richard de Montbéliard ; certains seigneurs de Couches, Guillaume en 1298, Jean et sa femme en 1440 et Claude, tué à la bataille de Buxy le 14 mars 1471. Hugues de Neublans, Robert comte de Tonnerre, Alexandre de Bourgogne (legs dans son testament en 1205), Béatrice comtesse de Chalon, Geoffroy de Chagny, Vauthier sans terre, Jehanne de Navilly. En 1717, on ne voyait plus dans l’église que les deux mausolées des évêques de Chalon et dans le cloître ceux du fondateur, de son épouse Chonors et de leurs enfants, les autres sépultures ayant été bouleversées par les guerres de Religion.

### Développement
En 1251, les moines aménagent des étangs sur la Vendaine (Etang Neuf et étang du Petit Beauregard) et, au cours de ce siècle, ils s’efforcent de posséder les moulins sur la Dheune ou sur le canal de la petite Dheune. Parmi eux, le moulin de Saint-Loup-de-la-Salle (aujourd'hui : Saint-Loup-Géanges), entré dans la dépendance de l'abbaye en 1304.
À la fin du siècle, les moines ont constitué par donations successives un patrimoine foncier important en forêts, étangs poissonneux, terres de culture, pâturages irrigués, moulins à eau, fermes, métairies, vignes qui donnèrent naissance aux plus grands vins de la Bourgogne, les Beaune, les Chassagne, les Pommard etc., une tour et des maisons à Beaune, avec, au moins jusqu’en 1672, « le petit Maizières », un ensemble de maisons et celliers dont subsistent encore aujourd'hui, rue Maizières, caves et logis de l’abbé transformés en hôtel.
De 1362 à 1364, l'abbaye achète plusieurs maisons à Beaune.
En 1377 le duc de Bourgogne Philippe II le Hardi accorde à l'abbaye la franchise pour l'entrée dans la ville de ses vins de Beaune, Blagny, Puligny-Montrachet et Morgeot près de Saint-Aubin, sans payer de droit d'entrée. Cette coutume étant contestée par les échevins beaunois ; le 20 avril 1395 par lettres patentes, le duc tranchera ce différend en exonérant les religieux de Maizières du droit d'entrée des vins mais, en contrepartie, la ville de Beaune achètera pour 200 francs une partie des maisons que l'abbaye possédait dans la ville avec une tour qui deviendra le beffroi et Tour de l'horloge de Beaune.

### Destructions
Les guerres de Religion sont la source de graves dommages pour l’abbaye que les moines (au nombre de vingt à trente) s’efforceront de relever à partir du deuxième quart du XVIIe siècle.
En 1789, il ne reste que neuf moines. Un de ces moines, le cellérier, religieux de l’ordre de Cîteaux, se fait particulièrement remarquer ; du nom de Gaspard Goudier, franc-maçon depuis 1777, il engage un procès devant l’officialité de Chalon-sur-Saône pour se faire séculariser, son revenu personnel à l’abbaye était de 1 400 livres. Ayant perdu son procès, il est condamné à rester dans le cloître de l’abbaye par ses juges ecclésiastiques. La Révolution lui rend la liberté pour peu de temps, malgré son serment constitutionnel devant les officiers municipaux de Bonne Nouvelle à Paris le 22 août 1792, il est arrêté et interné sous la Terreur pour avoir été « …attaché aux jouissances qu’il goûtait dans son état de moine, et aux propriétés dont il croyait que son ci-devant Ordre n’eût pas dû être dépouillé » 
L’Assemblée Constituante décida de la mise à disposition de la Nation des biens du clergé. L’inventaire des biens de Maizières est réalisé en juillet 1790 et, divisée en quatre lots (La maison conventuelle, la maison abbatiale, la métairie de la Forge et la métairie de l’Épervier), l’abbaye est vendue aux enchères.

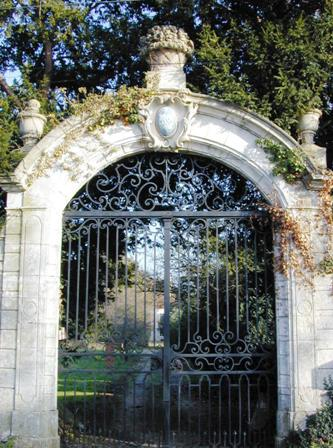
Portail du logis abbatial de l'abbaye de Maizières XIIe siècle.

La maison conventuelle, cour, jardin, clos avec les aisances et dépendances, église et cloître, compris dans le lot n° 1 sont estimés et mis à prix à 15 000 livres le 7 mars 1791. La totalité des lots au nombre de quatre avec la maison abbatiale (qui se trouve derrière la maison conventuelle), la métairie de la Forge, la métairie de l’Épervier de Saint-loup, sont estimés à 117 902 livres 18 sols 4 deniers. L'enchère fut emportée pour l'ensemble des lots à 163 500 livres par Nicolas Degros, négociant à Chalon, qui immédiatement les revend en trois lots dont le premier à Antoine Durus, négociant à Gergy, qui le rétrocède à Claude-François Deplace, entrepreneur, fin 1791.
Le sieur Degros évoqué ci-dessus pourrait avoir été un marchand de fontes et de fers, et avoir servi d'informateur à William Wilkinson, lequel a contribué à la construction de la première usine du Creusot. L'historien anglais H.W. Chaloner a publié une transcription du rapport de William Wilkinson en date du 5 février 1787, en appendice de sa communication au colloque international de 1955 à Nancy : Le fer à travers les âges. Wilkinson cite dans son rapport un « Mr. Degros of Châlons-sur-Saône » qui a vu passer dans ses mains plus de 15 000 tonnes de fonte. »
Afin d'empêcher un éventuel retour des moines, Claude-François Deplace fait démolir l'église et le cloître, toutes les pierres récupérées et « meubles » étant vendus ou transférés dans les environs en 1791 ; gisant d'Alexandre de Montaigu, évêque de Chalon, enterré à Maizières le jour de Noël 1261, à Chalon (musée Denon) ; le jeu d'orgues construits en 1699 par le facteur d'orgues du Roi, Julien Tribuot qui travailla pour la construction de l'orgue de la chapelle du château de Versailles (vers 1708), racheté par la paroisse de Seurre se trouvent maintenant, superbement restauré en 1991, dans son église. 

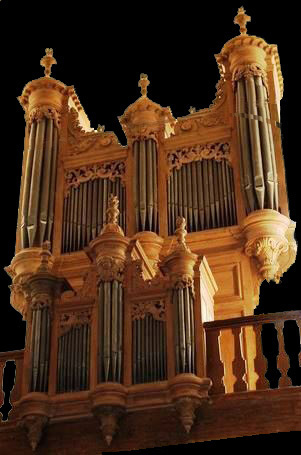
Jeu d'orgues de Maizières 1699_ Église de Seurre.

Les stalles (à l’origine au nombre de 80) en bois à St-Pierre de Chalon dominées par les statues en pierre de saint Augustin, saint Ambroise, saint Jérôme, saint Grégoire qui se trouvaient dans le chœur de l'église de l'abbaye  ; 
Le Christ mesurant près de 3m de haut et deux reliquaires transférés en l'église le 17 août 1791 par le curé constitutionnel du village de Saint-Loup-de-la-Salle; les cloches à Demigny ; la grille du chœur fût utilisée comme rampe d'escalier d'accès au premier étage de la maison conventuelle des moines qui devint le château de Maizières. Quelques volumes de la bibliothèque seront réunis à ceux de la bibliothèque de Chalon ; Une dalle funéraire des seigneurs de Montaigu avec inscription du XVe siècle (Sic transit gloria mundi !) servira de pierre d’évier dans la grande cuisine du château.

## Filiation et dépendances
Maizières est fille de l'abbaye de La Ferté.

## Liste des abbés
Quarante-et-un abbés ont occupé successivement le siège abbatial de Maizières depuis son origine jusqu'à la Révolution.

### Liste des abbés réguliers
- I.         - Angelerus ou Angelerius, appelé aussi Anglericus et Angelicus,  dans quelques  chartes est appelé le premier abbé, mais dans d'autres documents, surtout dans les annales  de  l'ordre, est  désigné  sous  le nom de Paganus, apparemment  parce  qu’il avait deux noms.             Sous le premier vocable, il est mentionné dans la charte de Walter, évêque de Chalon, à la communauté de Saint-Pierre  de Chalon,  l'an  1133.

Mais Paganus est réputé, après la dixième année de son administration,  avoir  accordé  à  
Siméon II  duc  de  Lorraine et  à son  épouse Anne  de Namur,  réclamant des  moines,  la  faveur de  construire, en  vue d'en  loger  une douzaine, un   bâtiment   à Stulzebrune,  dans  une   contrée   de la Lorraine, près de l' Alsace et, enfin, avoir terminé sa vie en l'an 1146.
En cette année,  Angelerius  arriva à l'abbaye  du Miroir.
- II.         - Guillaume, désigné comme second abbé dans plusieurs chartes,  obtint en  1147 du  Pape  Eugène  III, une  bulle de- protection.

En  témoigne  aussi,  en  1151, une  charte  de Cîteaux  parmi les preuves fournies par Guy  de Vergy.  En  1154,  il reçoit  de Guy  de Vergy  tout  ce qu'il  possédait dans  le  territoire de Bulliaco.
En 1158, il signe un contrat avec Guy, abbé  d'Arremarensi,  pour  une  grange ;  enfin,  en  1172,
on le trouve cité dans le cartulaire de l'église  de  Chalon. Mais  il  n'y   a  pas  trace  d'une  donation qui   aurait  été faite à Richard d'une terre aux alentours d'Allerey près de la Saône par  Guy,  seigneur de Verdun,  contemporain de l'abbé Guillaume, non plus que  du  bref d'action  de grâces en remerciement  de  cette  donation  à  l'abbé Richard. Il mourut en l’an 1171.
- III.        - Zacharie,  dans  un  catalogue  écrit  à  la  main,  appelé troisième  abbé,  est  désigné  pour avoir  obtenu des  lettres  pontificales d'Alexandre III, confirmées par un diplôme

d'Eugène  III. Il mourut en l'an 1182.
- IV.         - Artaud, à qui   Hugues de Palleau   avait  concédé   un   droit de pâture  dans   toutes   ses   terres,   est  nommé  dans  une charte d'Engilbert, évêque de Chalon, pour La Ferté. Le  même, en 1183, reçut une bulle de Lucien III approuvée du secrétaire de trois évêques et de douze cardinaux, dans laquelle son énumérés tous les fonds du monastère qui, selon l'expression de Lucien, sont pris sous sa protection, à l'exemple d'Eugène et d'Alexandre ses  prédécesseurs. Un document semblable émané d'Urbain III s'ajouta aux documents précédents en · 1185.  Il mourut en l'an 1187.

- V.          - Guy I de Plamben est peut-être le même que Guy chargé,  sous l'abbé Artaud, des fonctions  de prieur.  Nous supposons en effet  que  ce Guy, ·abbé de  Maizières,  mentionné en 1187 dans  la  charte  d'Hugues  de  Bourgogne, était à La Ferté.  Car Guy reçut  en  1190,  de  ce même  Hugues, un cadeau à son départ à Jérusalem. Il apparaît avec Nicolas, abbé du Miroir, dans la charte de donation fait au monastère de Maizières. Le même, en 1199, obtint le privilège de protection d'innocent III dont il  est  fait  mention à peu près dans le même temps dans la charte  de Molaise.           En l'an 1201, lui-même et sa  sœur Mathélie firent  don à  leur   parent  Guy,  surnommé   Garos·) de  tout   ce   qu'ils possédaient  dans  le  domaine  de. Plamben.  Il  était  encore en   fonction en  1205  et  en  1210,  quand  il  entre  en relation '.avec  Bertrand  de  Saudun. Il mourut en l'an 1213.

- VI.         - Etienne,   en   1214,    reçut de  l’évêque   Gauthier,   confirmation des dîmes acquises au diocèse d'Autun. Il est mentionné aussi en 1221, dans la charte d’Elisabeth de Meursault.

- VII.        - André, reçut un  présent d'Hugues, seigneur de Col chis en 1223, et c'est lui, sans doµte, qui est mentionné en 1228, dans la charte de Blanche-Rive.

- VIII.       - Boniface, en 1229, 1232 et 1233, année où il s'engage  avec  le  soldat  Bertrand   de  Chagny,  ainsi qu'en 1237.  L'évêque  Guillaume  lui  confirme  les  dîmes  acquises   durant son épiscopat.

- IX.         - Barthelemy est rencontré en 1239, dans une charte de Chalon-sur-Saône et en 1242, au mois d'août, dans les tables de Saint-Seine ; le même fait une transaction  l'année suivante avec Philippe, abbesse de Molaise.

- X.          - Robert était en fonction déjà en 1243. Il conclut un arrangement avec noble homme Etienne Ruellée en 1248, et il est mentionné en 1250, avec Guillaume Abbé de Saint-Pierre de Chalon, dans le chartrier de l'évêque Chalon.

Or, Lambert est sous son obédience pour dix ans suivant un catalogue manuscrit, un autre document le place après Olivier. Mais on ne  trouve aucun  détail, à son  sujet e t il n'est fait aucune mention de lui ailleurs.
- XI.          - Guy II, an  125o, dans  une charte de Bussières,  est omis dans le catalogue MS qui nous a été récemment transmis.  Probablement  qu'il  eut des contestations au  sujet de  l'abbaye avec Olivier qui suit et à qui il survécut.

- XII.         - Olivier, 1253-54 et 1255 au  mois de mai, dans le cartulaire de Chalon et encore ailleurs en 1257.

- XIII.        - Guy III, 1262, dans une charte de Bussières, probablement la même que ci-dessus.

- XIV.         - Bernard,  1264-1265,  la  même   année  qu'il   fit  don à vie à Pierre seigneur de Palleau  et

d'Allerey,  de  sa  maison d'Ecuelle. Il fit une transaction l'année suivante  avec  Guy, évêque de Chalon, et Jean, abbé de La Ferté.
Il était encore sur son siège en 1278, comme parait l'indiquer l'inscription suivante gravée sur une pierre tombale qui fut autrefois la pierre d'autel de Saint-Christophe, détruite environ quarante  ans  auparavant : « Ici repose   frère_  Bernard,   13e   abbé   de cette   maison ».
- XV.          - Gérard succéda à Bernard.

- XVI.         - Renaud ou Réginald est nommé en 1281  avec Guillaume, évêque .de Chalon, dans le cartulaire de Chalon.

- XVII.        - Mathieu, en 128 6, 1288 et  1291.

- XVIII.       - Hugues,  que  nous  trouvons  sous  le  nom de Crocet,  dans une charte de l'évêque de Chalon, pour Molaise, ave Henri,  archevêque de  Lyon ;  Girard,  doyen  de Chalon et d' Autun, il est nommé juge d'un débat au sujet des dîmes des revenus de la paroisse de Saint-Loup près de

Maizières. Le même signe un contrat en 1299 avec Guillaume d Bellevesvres,   évêque   de   Chalon ;   il   en   est   encore   fait mention dans des chartes des années 1304, 1305 et 1309.
- XIX.         - Jean I, en 1321 et 1323, année où il fait  un  échange avec Hugues de Malleyo, seigneur administrateur  d'Alleriot.

- XX.          - G..., abbé de Maizières,   apparaît comme témoin   dans le  testament d'Agnès, fille de Saint-Louis, duchesse de Bourgogne,   rédigé  l'an  1325  d'après  l'estimation   de  la Chambre de Dijon, article des testaments, liasse 2; n°19.

- XXI.         - Pierre de Chastenay, 1340.

- XXII.        - Jean II,  an  1368, paya cinq cent  quarante  florins d'or     à  Jacques de Vienne, seigneur de Longwie, pour une  maison achetée à Vosne. C'est  probablement  le même  que Jean de    Rivière  que   l'on   trouve  dans plusieurs  chartes de 1371, 1372 et 1373.

- XXIII.       - Odon de Beaune, an 1378-79 et 1388.

- XXIV.        -  Elie Jacquelin, quelquefois appelé Elie de  Chagny, eut pour mère Odette de Chagny,  dont l'anniversaire est relaté dans l'obituaire du 7 avril ; son frère était Jacques Jacquelin. Il était en fonction les années 1398, 1399, 1400, 1414, 1424, 1425, 1431 et 1435.

Il  repose dans  l'église sous l'épitaphe  trompeuse   qui lui attribue seulement trente-et-une années de gouvernement, à moins qu'il n'ait cessé de gouverner plus tôt.
- XXV.         - Guy IV, surnommé Bridard, non pas de La  Ferté, à moins qu'il ne s'agisse de son lieu de naissance, est mentionné, l'an 1434, dans la  charte  de Stamedii  et encore en 1437 et 1438.

- XXVI.        - Philippe  de  Fontaine,   1-44o  et  1441,  en  l'année  où il obtint une bulle d'Eugène IV, contre les ravisseurs  des biens  du monastère. Il est- encore nommé  en 1443 et  1446, par Chrysostome Henriquez dans son petit recueil des Saints-Ordres  de  Cîteaux,  qui écrit  qu'après  huit années de gouvernement  à  Cîteaux,  il   est  passé  à la  préfecture de Clairveaux.

- XXVII.       - Gérard Margueron  de Poiley, 1446, 1450, 1451,  1460 et 1462, l'année où il assista à la réception solennelle  de Jean de Poupet, évêque de Chalon, dans l'église abbatiale de  Saint-Pierre. Et, ,  comme  il  avait  atteint  l'âge  de· soixante ans, il transmit l'abbaye à son neveu, sous réserve d'une pension de cent florins, avec l'approbation du pape Paul Il.

Il mourut en 1470 et reçut la sépulture dans l'église, devant l'autel de  Saint-Benoît,  dit  aujourd'hui  l'autel de tous les saints, sous cette épitaphe :
CY GISSENT

Révérends pères en Dieu

dom Gérard Margueron

qui a été abbé de Céans vingt-sept ans

qui  trépassa l'an  mil  quatre  cent  soixante   dix   ;

et dom Pierre Margueron

lequel  a été abbé de Céans  trente-trois  ans

qui  trépassa, le  seizième  jour  - de  Juin mil  cinq  cent,  trois ;

·
et vénérables et religieuses personnes dom Jehan Gignaud  

bachelier formé en théologie,

lequel trépassa le 21 de décembre l'an mil cinq cent trente-et-un 

et dom Adam Belicot

dit Veillerot qui a été prieur de Céans trente-quatre ans,      

lequel trépassa le dix-huit de Novembre

l’an   mil   cinq   cent  trente-quatre

et  fut  le  dedit  dom   Pierre   abbé

par la renonciation de dom Girard.

Les dits Belicot et Gignaud

neveux desdits  abbés.

Dieu par la sainte  grâce

de leurs péchés miséricorde leur fasse.

- XXVIII.      - Pierre II Margueron commença  d'être  en fonction l'an  1469,  jusqu'en 1503 ,  sa  mort  est  relatée  dans l'épitaphe ci-dessus.

- XXIX.        -  Antoine   de   Vienne,   moine   de   La   Ferté,   est   mentionné  abbé   de  Ma izières  15o3-15o5  et  1506.   Le   pape Jules II le confirme dans cette dignité l'année suivante ; il semble qu'il se soit démis la même année quand il fut élu à La Ferté ; il devient ensuite évêque de Chalon.

- XXX.         - Claude  de Bessey, par la renonciation  d'Antoine, est installé nouvel  abbé de Cîteaux par le pape Jules II, en 1507.

Dans ce monastère,  il fit des réparations aux toitures dévastées et construisit un campanile d'un  magnifique travail. On en parle aussi en 1512, 1513 et 1527, au  moment  où il  s'excuse  par procurateur  de ne pouvoir  assister au  Concile  de  Lyon,  se  trouvant alors à· Paris  pour  la 
réunion  des  membres de son  ordre.  Sur  ces  entrefaites, il obtint l'abbaye de Prata  qu'il  joignit à  Maizières,  jusqu'à ce qu'il laissat l'une et l'autre à son neveu, soit par renonciation, soit par sa mort :  on ne  le  sait pas  d'une  façon bien nette. Ce qui est certain c'est que Claude régissait encore Maizières en 1547 et  Prata en  1548.  Il  mourut en 1551.
- XXXI.        - Louis de Bessey,  neveu de Claude,  par  son  frère,  fut aussi abbé de Prata, ensuite de Maizières sous ce nom on le trouve en 1551 et  1557 ;  enfin abbé  général de  Cîteaux où il faut le chercher.

- XXXII.       -  René  de  Birague ;  cardinal de S.R.E.   et  chancelier de France,  obtint cette abbaye ' pour  une  période d'environ neuf ans.

- XXXIII.      -  François Scipion de l'Eglise de Chalon,  Piémontais de Cherasco, du domaine des seigneurs de Cervin, dont François  Auguste,   son propre  neveu  et évêque  de  l'Eglise de Saluces, a écrit l'éloge dans la chronique historique du Piémont.

Ce fils d'Augustin, sénateur royal, né à Saluces, le 10 octobre 1549, moine profès de Cîteaux, établi abbé de Sainte-Marie· de Maizières, reçoit la bénédiction d'Antoine, cardinal Boba, dans son abbaye de Pignerol, le 3 avril 1569. Peu après il est créé vicaire général de l'ordre tout entier en Italie. Il visita presque toute  sa  province et comme il  était  très versé  dans  un  grand  nombre  de langues, il  composa en latin une vie de Saint Bernard, ainsi que l'éloge d'un grand nombre de sujets illustres de son ordre ;  il  rassembla  aussi,  en·   un   volume ,  les  actions  remarquables de femmes d'après divers auteurs ; son frère Louis, comte , de Ceri, sénateur éminent du  Sénat  souverain de Turin, écrivit l' histoire   du Piémont en trois livres et aida beaucoup d'autres travaux et, après avoir agrandi de nouvelles constructions le palais abbatial, mourut à Saluces, le 23 mars 1578. Enseveli dans le cloître de l'église de la bienheureuse Marie de Stafarde, sous cette épitaphe :
François Scipion de l'Église illustre  de  Saluces,

profès de l'ordre de Cîteaux, abbé de Maizières,

du pays des Séquanes et vicaires de tout cet ordre en Italie,

docteur en sacrée théologie et en droit,

d'une science remarquable, âgé de vingt-huit ans.

A son fils chéri, sa mère  Anna  dans  son  amer  chagrin,  a élevé ce monument en 1578.

- XXXIV.      - Silvestre de Saluces de la Mente, fils de Michel Antoine de Saluces, comte de Mantoue, Verceil  et  autres lieux       de  la marche de Saluces,  et aussi  chevalier à  collier  de France et de Savoie et de Bernadière de  Aubri,  par  la mort de son cousin François Scipion  fut créé abbé de Maizières en   1579 ; abbaye qu'il échangea  contre celle de Haute-Combe, près   du   lac  du  Bourget   en  Savoie,   l'an 1606 disent les uns , ou en 1604 disent les autres, certainement pas avant 1592. Souvent chargé de mission auprès·  du Roi de France et de Venise, soit par   Charles-Emmanuel, soit  par  VictorAmédée,  ducs de Savoie,  il  mourut  à  Chambéry  en  1636, le  29 septembre,  et  fut  inhumé·  dans   le  cloître  de  son abbaye d' Haute-Combe.

- XXXV.        - Alphonse I d'Elbène, d'abord  abbé d'Haute-Combe par échange avec son supérieur, devient  abbé de Maizières. Il mourut en même temps que l’évêque d'Albi, le 8 novembre 1608.

- XXXVI.       - Alphonse Il d'Elbène, son petit-neveu,  lui  succéda vers 1609 ; nous le retrouvons abbé en 1642. Par la suite, devenu évêque d'Orléans,  il  mourut à  Paris  le 20 mai 1665.

- XXXVII.      - François Gendron, meilleur qu'ont coutume d'être les  abbés commendataires,  mit tout  en œuvre pour  tirer le monastère de sa situation critique. Il repose dans le cimetière d'Orléans sous cette épitaphe gravée dans le  marbre noir :

l'homme  le  plus  digne  de  l'immortalité,

Messire  François  Gendron, prêtre

conduit  par ses conseils et ses aumônes,

abbé de Sainte-Marie de  Maizières en Bourgogne,

né   dans   l'humble  bourgade   de   Belfiae,

initié à l'art de guérir dans l' hôpital

de cette  ville d'Orléans.

Puis, dans les régions diverses,

soit   d'un    côté,  soit de   l'autre,  qu'il  traversa ,

recueillit un grand nombre d'observations

pour le  traitement  et  les  remèdes des maladies ;

à la  campagne lieu de sa retraite

il prodigua  les  fruits de son expérience

requise dans ses voyages.

Il   laissa  en   même  temps les   biens hérités  de ses   parents

au profit   des  malades   qui  affluaient   auprès  de  lui,

surtout pour le soulagement des pauvres,

et parut dans cette admirable conduite  pieux  et généreux médecin.

De là, appelé par la   reine  Anne  d'Autriche,  

mère _ de Louis-le-Grand,

affligée d'un ulcère cancéreux,

Il porta à la cour les remèdes préparés pour l'usage des pauvres.

Ayant reçu en présent du roi,

l'Abbaye de Sainte-Marie de Maizières,

il vint y  habiter,

afin de faire bénéficier  les  pauvres  du  fruit de son art,

là même où il en avait fait l'apprentissage.

Ainsi, environ  vingt  ans après  avoir quitté  la cour,

s'étant montré d'une constante bienveillance, d'une charité

 inépuisable, toujours d'égale humeur et d'invariable caractère,

cher  à  tous,  aux  plus  grands  comme   aux plus   petits  ;

parmi les lamentations des malheureux qu'il laissait orphelins,  

plein de joie à  l'approche de la bienheureuse espérance,

il changea cette misérable vie   pour une vie meilleure,

le onzième jour d’Avril de l’an 1688

dans la soixante-dixième année de son âge.

Poursuis maintenant la route, passant,

et prie pour cet homme

qui a fait du bien

à tous ses semblables.

- XXXVIII.     - Henri-Félix  de Tassy  fut  d'abord  désigné par  le Roi comme archidiacre d'Auch le 29 juin 1662, puis trésorier de la Sainte Chapelle de Vincennes, le 24 avril 1664 ; ensuite évêque de Digne et enfin de Chalon-sur-Saône.

Au surplus, un ordre royal du 17 avril 1688, et une notification pontificale du  17 des calendes  de Novembre  1689, il reçut cette abbaye (de Maizières),  dont  il prit  possession le 18 des calendes d'Octobre 1690.  Henri  mourut  en- 1711.
- XXXIX.       - Michel-André Hennequin d’Ecquevilly fut nommé abbé par le Roi à la fête de Noël 1711.

- XL.          - En 1728, dom Pernot était l'avant dernier abbé de Maizières.

- XLI.         - De 1755 à 1790, François Ange de Romilly fut le dernier abbé de Maizières. Chanoine de Rennes en 1749, archidiacre en 1770, il ne quitta pas cette ville jusqu’à sa mort le 4 septembre 1796.

### Archives
- Archives Départementales de Saône-et-Loire, H 54-80.
- Archives Départementales de Côte-d'Or, 16 H 1-346.